# Tabanus singularis
Tabanus singularis är en tvåvingeart som först beskrevs av Razoumowsky 1789.  Tabanus singularis ingår i släktet Tabanus och familjen bromsar.
Artens utbredningsområde är Schweiz. Inga underarter finns listade i Catalogue of Life.